# Pterostichus crenulatopunctatus
Pterostichus crenulatopunctatus is een keversoort uit de familie van de loopkevers (Carabidae). De wetenschappelijke naam van de soort is voor het eerst geldig gepubliceerd in 1844 door R.F.Sahlberg.